# Yaylak, Geyve
Yaylak là một xã thuộc huyện Geyve, tỉnh Sakarya, Thổ Nhĩ Kỳ. Dân số thời điểm năm 2008 là 251 người.